# Hjalmar Brantings Plads
Hjalmar Brantings Plads er en plads i Østervold kvarteret i København, der ligger mellem Stockholmsgade, Olof Palmes Gade og Upsalagade. Den er opkaldt efter den svenske politiker Hjalmar Branting, der var statsminister i 1920, 1921-1923 og 1924-1925, og som vandt Nobels fredspris i 1921.

## Historie
Pladsen ligger på stedet for en tidligere réduit, en fremskudt bastion foran Østervold. Da voldene blev opgivet i 1850'erne blev det besluttet at bebygge området. Oprindeligt var det tanken, at Esajas Kirke skulle have ligget her, men den kom i stedet til at ligge lidt vest derfor ved Malmøgade. Grunden blev så til gengæld til en offentlig plads ved navn Stockholms Plads. Den blev omdøbt til Hjalmar Brantings Plads i 1925. Pladsens udformning blev bestemt af formen på den bastion, der lå på stedet før. Resterne af den er blevet genbrugt ved udformningen af haveanlægget midt på pladsen.
På pladsen står der en bronzestatue af en eftertænksom bjørn, der står og hviler sig. Den er udført af Lauritz Jensen, der havde en forkærlighed for dyr, som han gengav med stor nøjagtighed. I 2021 blev der desuden opsat et monument af Kaare Golles til minde om digteren Inger Christensen, der boede i nærheden. Det forestiller en siddende person, men hvor hovedet skulle være er kroppen gennembrudt af en plade for at vise, at det er et monument for og ikke af hende.

## Bygninger og beboere
På den nordøstlige og den sydvestlige side af pladsen ligger der etageejendomme med dyre lejligheder. De blev opført efter tegninger af Andreas Clemmensen i 1894-1897. Grant Thornton har til huse i nr. 1.
På den nordvestlige side er pladsen adskilt fra Holmens Kirkegård af en række store villaer. Nr. 6 er opført i nationalromantisk stil med fremhævet bindingsværk på førstesalen. Nr. 8 blev opført efter tegninger af Ulrik Plesner i 1899-1901 for fabrikanten M.A. Heegaard. I dag har Dansk Told & Skatteforbund hovedkontor i bygningen. De fik udskiftet et gammelt spir af zink med et af kobber i 2007. Desuden blev der sat tre nye kviste på taget.

## Hjalmar Brantings Plads i populærkulturen
I indledningen til spillefilmen Olsen-bandens store kup fra 1972 bryder banden ind hos en sagfører og hans kone, der bor på Hjalmar Brantings Plads 4. I scenerne fra deres lejlighed er den naboejendom, der kan ses ud af vinduet, dog ikke desto mindre Ny Christiansborg ved H.C. Andersens Boulevard, flere kilometer væk.